# Étival-lès-le-Mans
Étival-lès-le-Mans ist eine französische Gemeinde mit 1.852 Einwohnern (Stand: 1. Januar 2022) im Département Sarthe in der Region Pays de la Loire. Sie gehört zum Arrondissement La Flèche und zum Kanton La Suze-sur-Sarthe. Die Einwohner werden Étivalois genannt.

## Geographie
Étival-lès-le-Mans liegt etwa zehn Kilometer westsüdwestlich von Le Mans. Umgeben wird Étival-lès-le-Mans von den Nachbargemeinden Fay im Norden und Nordwesten, Pruillé-le-Chétif und Saint-Georges-du-Bois im Norden und Nordosten, Allonnes im Osten, Voivres-lès-le-Mans im Süden, Louplande im Westen und Südwesten sowie Souligné-Flacé im Westen und Nordwesten.
Durch die Gemeinde führt die Autoroute A11.

## Geschichte
Der frühere Name der Gemeinde war Notre-Dame-d’Étival.

### Bevölkerungsentwicklung
| Jahr      | 1962 | 1968 | 1975 | 1982 | 1990 | 1999 | 2006 | 2011 | 2018 | 2021 |
| Einwohner | 530  | 571  | 1063 | 1485 | 1861 | 1954 | 2108 | 2021 | 1948 | 1887 |

## Sehenswürdigkeiten
- romanische Kirche der Jungfrau, im 11. und 12. Jahrhundert erbaut
- Steinkreuz

## Gemeindepartnerschaften
Mit der deutschen Gemeinde Siedenburg in Niedersachsen besteht seit 1991 eine Partnerschaft.

## Söhne- und Töchter der Stadt
- Edmond Mouche (1899–1989), Autorennfahrer